# Žabokreky
Žabokreky jsou obec na Slovensku v okrese Martin.

## Historie
První písemná zmínka o obci pochází z roku 1282.

## Geografie
Obec se nachází v nadmořské výšce 426 metrů a rozkládá na ploše 5,231 km². K 31. prosinci roku 2017 žilo v obci 1 243 obyvatel.